# Antonia Lloyd-Jones
Antonia Lloyd-Jones (ur. marzec 1962 w Oksfordzie) – brytyjska tłumaczka polskiej literatury na język angielski.

## Życiorys
Ojciec był profesorem literatury starogreckiej, słynnym badaczem. Najpierw uczyła się w męskiej Dragon School w Oksfordzie. Studiowała rosyjski i starożytną grekę na Uniwersytecie Oksfordzkim. Języka polskiego uczyła się samodzielnie. Mieszka i pracuje w Londynie. Od 2015 do 2017 była prezesem brytyjskiego Stowarzyszenia Tłumaczy (Translators Association). Organizuje i prowadzi warsztaty dla tłumaczy.

## Tłumaczenia
Tłumaczy nie tylko prozę, ale również poezję i literaturę dla dzieci.
- 1991
  - Paweł Huelle Who Was David Weiser?[7]
- 1994
  - Paweł Huelle Moving House and Other Stories[7]
  - Kazimierz Zamorski Telling the Truth in Secret: the Story of Two Polish Army Research Units
- 2002
  - Jarosław Iwaszkiewicz The Birch Grove and Other Stories
  - Olga Tokarczuk House of Day, House of Night[7]
- 2004
  - Joanna Olczak-Ronikier In the Garden of Memory
  - Tomasz Kizny Gulag[7]
- 2005
  - Paweł Huelle Mercedes-Benz
  - Andrzej Szczeklik Catharsis[7]
  - Zbigniew Iwański The Legends of Cracow
- 2007
  - Wojciech Tochman Like Eating a Stone: Surviving the Past in Bosnia
  - Paweł Huelle Castorp[7]
- 2008
  - Ryszard Kapuściński The Other
  - Paweł Huelle The Last Supper[7]
- 2010
  - Olga Tokarczuk Primeval and Other Times
  - Zygmunt Miłoszewski Entanglement[7]
- 2011
  - Jacek Hugo-Bader White Fever: a Journey to the Frozen Heart of Siberia[7]
- 2012
  - Wojciech Jagielski The Night Wanderers: Uganda’s Children and the Lord’s Resistance Army
  - Artur Domosławski Ryszard Kapuściński: A Life
  - Andrzej Szczeklik Kore: on Sickness, the Sick, and the Search for the Soul of Medicine
  - Janusz Korczak Kaytek the Wizard
  - Paweł Huelle Cold Sea Stories
  - Tadeusz Dąbrowski Black Square
  - Zygmunt Miłoszewski A Grain of Truth[7]
- 2013
  - Witold Szabłowski The Assassin from Apricot City: Reportage from Turkey
  - Jacek Dehnel Saturn: Black Paintings from the Lives of the Men in the Goya Family[7]
  - Stanisław Jachowicz The Sick Kitten
  - Józef Ignacy Kraszewski The Old Man and His Wife
- 2014
  - Julian Tuwim Mr Miniscule and the Whale
  - Jacek Hugo-Bader Kolyma Diaries: a Journey into Russia’s Haunted Hinterland[8]
  - Mariusz Szczygieł Gottland: Mostly True Stories from Half of Czechoslovakia[9]
  - Henryk Skwarczyński Feast of Fools: Ononharoia: How to Become an Idiot – a guide
- 2015
  - Wojciech Jagielski Burning the Grass: at the Heart of Change in South Africa, 1990-2011
- 2016
  - Zygmunt Miłoszewski Rage
- 2017
  - Żanna Słoniowska The House with the Stained-glass Window
  - Krystyna Boglar Clementine Loves Red (wspólnie z Zosia Krasodomska-Jones)
- 2018
  - Zygmunt Miłoszewski Priceless
  - Jacek Dehnel Lala
  - Maryla Szymiczkowa (Jacek Dehnel i Piotr Tarczyński) Mrs Mohr Goes Missing
  - Olga Tokarczuk Drive Your Plow Over the Bones of the Dead
  - Józef Czapski Inhuman Land[10]
  - Tadeusz Dąbrowski Posts
  - Witold Szabłowski Dancing Bears: True Stories of People Nostalgic for Life under Tyranny
- 2019
  - Przemysław Wechterowicz Cat Naps: the Secret Life of Cats
  - Przemysław Wechterowicz Boom! Boom! Boom!
- 2020
  - Wojciech Jagielski All Lara’s Wars
  - Stanisław Lem Memoirs of a Space Traveler (wspólnie z Joel Stern i Maria Święcicka-Ziemianek)
- 2021
  - Stanisław Lem The Truth and Other Stories
  - Maryla Szymiczkowa Karolina and the Torn Curtain
  - Olga Tokarczuk The Lost Soul

## Nagrody i wyróżnienia
- 2009 – Found in Translation Award za przekład Ostatniej wieczerzy Pawła Huellego
- 2012 – Found in Translation Award za całokształt dorobku
- 2017 – Nagroda literacka Stowarzyszenia Autorów ZAiKS dla tłumaczy[11]
- 2018 – Nagroda Transatlantyk przyznawana przez Instytut Książki za popularyzację literatury polskiej za granicą[6]. Laureat oprócz statuetki wykonanej przez Łukasza Kieferlinga otrzymuje 10 tys. euro[12].
- 2018 – Srebrny Medal „Zasłużony Kulturze Gloria Artis”[13].